# روبرتو بولانيو
روبرتو بولانيو أفالوس (بالإسبانية: Roberto Bolaño) هو كاتب وشاعر تشيلي ولد بمدينة سانتياغو عاصمة تشيلي في 28 أبريل عام 1953 م وتوفي في مدينة برشلونة الإسبانية في 15 يوليو عام 2003 م. حصلت روايته المخبرون المتوحشون على جائزتي هيرالدي عام 1998 م ورومولو جايجوس عام 1999 م. تحول بولانيو بعد وفاته إلى أحد أكثر الكتاب المؤثرين في الأدب الإسباني وهذا ما تؤكده العديد من المنشورات المخصصة لأعماله كما يؤكده انضمام ثلاثة من رواياته وهي 2666، نجم بعيد والمخبرون المتوحشون - التي تم ذكرها سابقاً - لقائمة أفضل مائة كتاب في الخمسة وعشرون سنة الأخيرة والتي قام بوضعها 81 كاتب وناقد أمريكي لاتيني وإسباني في عام 2007 م.
ترجمت أعماله إلى العديد من اللغات منها الإنجليزية، الفرنسية، الألمانية، الإيطالية والهولندية، فقبل وفاته عهدت 37 دولة بنشر أعماله وبعد وفاته انتشرت أعماله في عدة دول منها الولايات المتحدة الأمريكية. حظى بولانيو بأراء إيجابية ممتازة سواء من جانب كتَأب أو نقَاد أدبين معاصرين، فدائماً ما يتم مقارنته بكتاب على قدر خورخ لويس بورخيس وخوليو كورتاثر.

## النشأة

### طفولته في تشيلي
عمل والده ليون بولانيو كسائق نقل بينما كانت أمه فيكتوريا أبالوس مُعلمة، هكذا نشأ في عائلة غير مهتمة بالأدب بينما اعتادت أمه قراءة الكتب الأكثر مبيعاً أحياناً. قضى روبرتو طفولته في مدينتي فالبارايسو وبينيا دل مار كما أتم دراساته الأولى في كيلبويه وكواكنس. كذلك قضى فترة من طفولته في مدينة لوس انخلس ومقاطعة بيوبيو. في كيلبويه بدأ أول عمل له كبائع تذاكر في الحافلة التي كانت تعمل بين كيلبويه وفالبارايسو. بينما كان تلميذاً عانى روبرتر بولانيو من عسر في القراءة والكتابة لكن هذا لم يعني وفقاً لما قاله الكاتب وجود أي عائق في التعلم عنده.

### شبابه في المكسيك
في عام 1968 م بينما كان في الخامسة عشر من عمره انتقل مع عائلته إلى المكسيك وهناك أكمل دراسته الثانوية التي تركها نهائياً في السابعة عشرة من عمره. في شبابه اعتاد الذهاب للمكتبة العامة بالمكسيك تلك المدينة التي انشغل فيها بعدة أعمال مثل الصحافة وبيع مصابيح السيدة غوادالوبي بينما كان يكتب الشعر وبعض الأعمال المسرحية. ففي العاصمة المكسيكية بدأ يتشكل العمل الأدبي لبولانيو. تعد مدينتى المكسيك وخواريز هم موطن ظهور كتاباته الأكثر شهرة وهم المخبرون المتحشون و2666 على التوالي.

### عودته القصيرة إلى تشيلي
في عام 1973 م عاد إلى تشيلي بهدف مساندة عملية الإصلاح الاشتراكية لسالفادور ايندى. استطاع أن يصل إلى تشيلي بعد سفر طويل براً وبحراً مر خلاله بجميع أنحاء أمريكا اللاتينية وكان ذلك قبل حدوث الانقلاب العسكري في 11 سبتمبر بعدة أيام. بعد أيام قليلة تم القبض عليه بالقرب من مدينة كونسبثيون ليتم إخلاء سبيله بعد ثمانية أيام وذلك بمساعدة أحد زملائة في الدراسة في كواكنس الذي كان ضمن أفراد الشرطة المكلفين بمراقبته. يقال أن هذه التجربة هي التي دفعته لكتابة قصته القصيرة المخبرون التي نشرت في كتابه مكالمات تليفونية.

### السلفاور والعودة إلى المكسيك
عاد بولانيو مرة أخرى براً من المكسيك إلى تشيلى، أثناء رحلته هذه قضى فترة في سان سلفادور، عاصمة السلفادور. يشير بولانيو إلى أنه أثناء بقاءه في السلفادور تعرف على روكى دالتون وانضم إلى جبهة فرابندو مارتى للتحرير الوطنى، التي يعد بعض اعضائها مسئولين عن مقتل دالتون لكن بعض المهتمين بدراسة سيرة بولانيو ينفوا ذلك موضحين انه ربما يكون مجرد خبر خرافى.
عاد إلى المكسيك وفيها أنشأ حركة شعرية عرفت باسم "ما دون الواقعية" مع الشاعر ماريو سانتتياغو بابسكيارو (الذي تجسد في دور أوليسيس ليما في رواية المخبرون المتوحشون). جاءت هذة الحركة الشعرية، بعد عدة اجتماعات وجلسات بوهيمية في قهوة الهابانا بشارع بوكارلى، لتعارض بشدة القوى المسيطرة على الشعر المكسيكى والمؤسسة لأدب المكسيك آنذاك والتي كان أوكتافيو باث من أهم ممثليه.

### حركة ما دون الواقعية

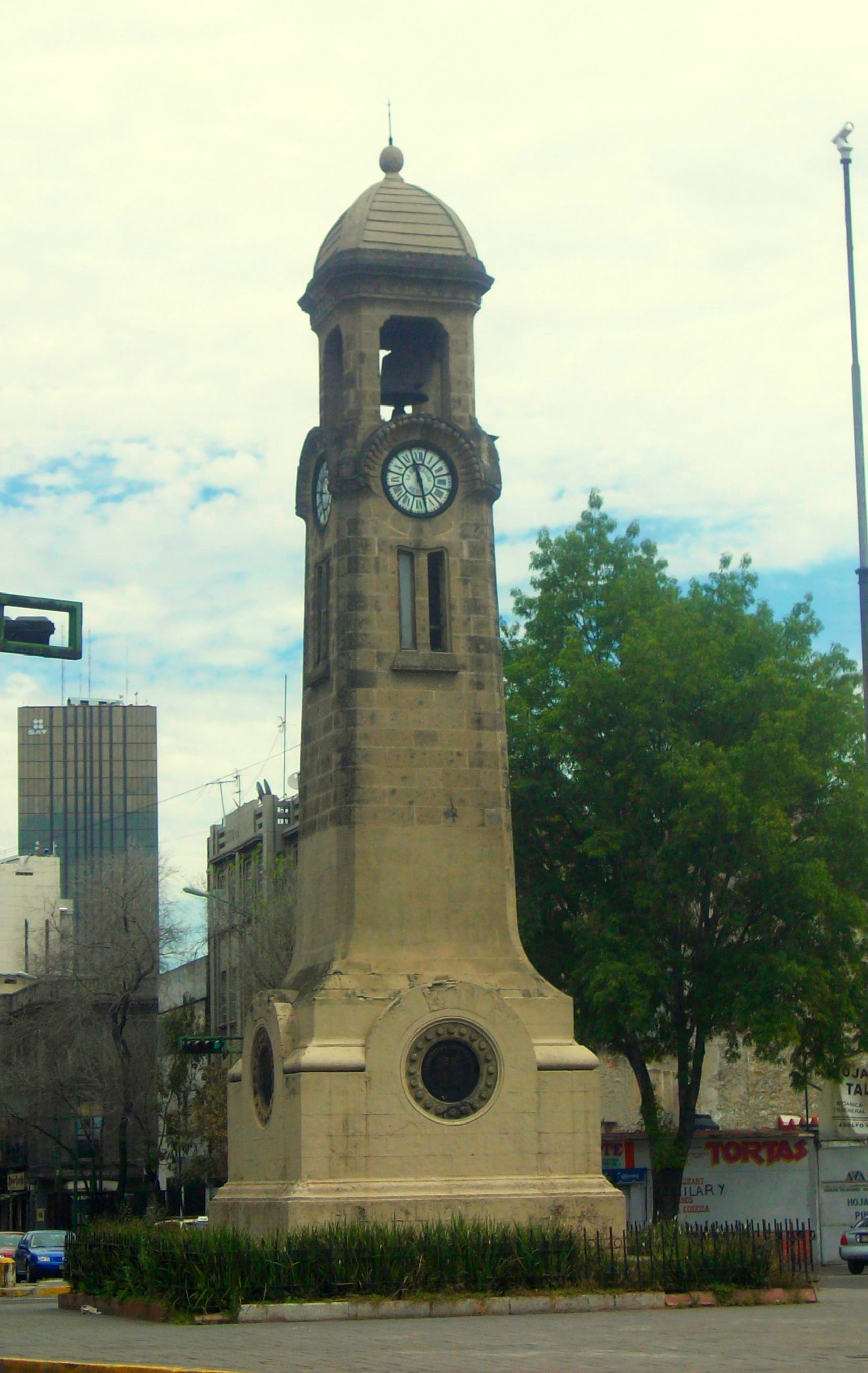

تهدف هذه الحركة إلى معارضة كل ما هو مفروض وأن تفرض نفسها كإحدى حركات الطليعة مقاطعة بذلك الحركات الأدبية لمختلف الكتاب ومن بينهم أوكتافيو باث. بالرغم من انضمام حوالى خمسة عشر شاعر إلى حركة ما دون الواقعية إلا أن روبرتو بولانيو وماريو سانتياغو بابسكيارو هم أكثر ممثلى هذه الحركة قوة، ذلك لأنهم تميزوا بكتابة شعر أقرب إلى الحياة اليومية يحتوى على عناصر من الدادانية. في إحدى المناسبات، أعربت الشاعرة والكاتبة كارمن بويوسا لبولانيو عن قلقها من مقاطعة «الدونيون» لكتاباتها الشعرية.
ظل سانتياغو يكتب هذا النوع من الشعر حتى وفاته إلا أن بولانيو تركه تدريجيا ليهتم أكثر بكتابة النثر لكنه دائما ما كان يعتبر نفسه شاعرا.
يقول الكاتب خوان فيورو عن علاقة بولانيو بهذه الحركة:
يأتي اصل هذة التسمية للحركة من اللغة الفرنسية وينسبه المفكر إيمانويل بيرل إلى الكاتب والسياسى فيليب سوب أحد مؤسسى السريالية (حركة ما فوق الواقع) والذي كان أيضا أحد الداعين إلى حركة الدادية.

### في إسبانيا
هاجر إلى إسبانيا في 1977، بالتحديد إلى كتالونيا، وهناك كانت تعيش امه آنذاك. شغل هناك وفي دول أخرى، مثل فرنسا، عدة وظائف من غاسل الصحون، خادم في الفنادق، نادل، جامع للقمامة، غفير لمعسكرات، مفرغ للسفن، قاطف للعنب أثناء الصيف إلى بائع في إحدى دكاكين الحى. كرس اوقات فراغه للكتابة وكان يقوم بسرقة الكتب أثناء معاناته من الضيقات المالية. في الثمانينيات تحسنت أحوال معيشته قليلا وذلك بفوزه في مسابقات ادبية محلية، التي اشترك فيها بفضل نصائح الكاتب الارجنتينى المنفى إلى إسبانيا انطونيو دى بينيديتو الذي اهدى له بولانيو قصته القصيرة سينسينى.
في برشلونة كان يعيش في شارع تايريس بحى الرافال، مقاطعة سيوتات فيا. في عام 1980 ترك العاصمة الكتالونية وذهب ليعيش في خيرونا، تحديداً في شارع كابوتشينوس، في الكاسكو القديم، وهناك بدأ مراسلة أحد الشعراء التشيلين المفضلين لديه، انريكى لن.
في 1981، تعرف في نفس المدينة على كارولينا لوبيث، التي كانت تبلغ 20 عاما، بينما كان بولانيو في الثامنة والعشرين من عمره. كانت كاتالونية الاصل، تعمل في الخدمات الاجتماعية، وأصبحت له زوجة المستقبل التي انجبت له ولديه: لاوتارو والكساندرا. فانتقلوا للعيش سوياً منذ شتاء عام 1984.
كان أيضاً في عام 1984 عندما نشر أول رواية له، نصائح تلميذ ماريسول لأحد مهوسى جويس، التي كتبها بالتعاون مع انطونيو جارثيا بورتا والحاصلة على جائزة المجال الادبى. كما حصل على جائزة فليكس اوراباين عن روايته طريق الأفيال التي كان فد تم ترشيحها إلى جائزة أخرى لكن باسم مختلف، وأخيراً اعادت اناجراما نشرها فيما بعد في عام 1999 تحت اسم السيد باين.
تزوج الشابين في عام 1985. انتقلوا في صيف نفس العام إلى بلانس، بلدة صغيرة تقع في كوستا برافا بكتالونيا، بالقرب من برشلونة حتى يتمكن روبرتو من العمل في محل المجوهرات المقّلدة الذي امتلكته امه فيكتوريا. كذلك حصلت كارولينا على وظيفى في البلدية في الصيف نفسه، ولهذا السبب، في عام 1986، استقروا هناك نهائياً.

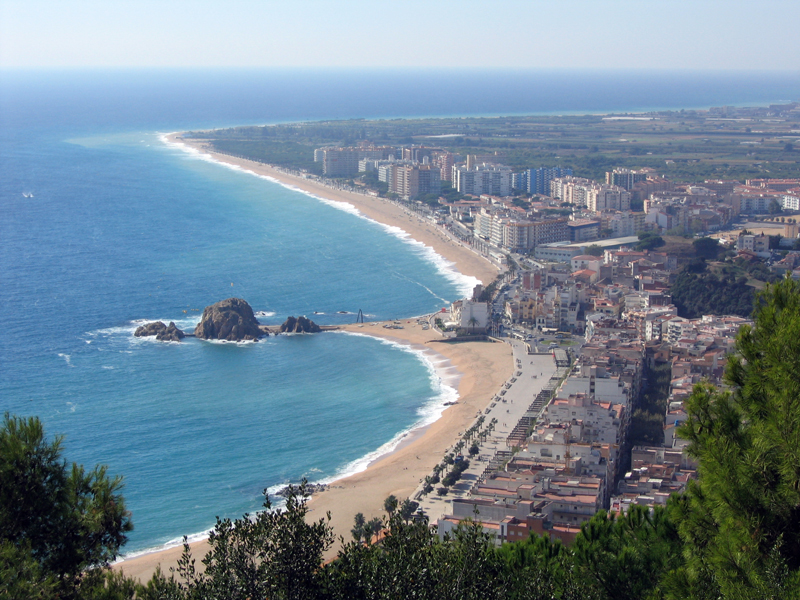
بلدة بلانس الواقعة على كوستا برافة، كتالونيا، برشلونة التي عاش فيها بولانيو مع عائلته بعد أن ترك خيرونا

عندما ولد ابنه الأول في عام 1990، قرر بولانيو، الذي كان حتى هذا الوقت مقتصراً على كتابة الشعر، ان يتوجه إلى كتابة الرواية، وذلك ليجعل وظيفته أكثر ربحاً حتى يستطيع أن يتحمل اعباء اسرته التي بدأت تكبر. في عام 1992 علِم بمرضه الذي كان قد اصابه منذ أكثر من عِقدا.
في العام التالي قام بنشر تعويذة وعاد لأول مرة إلى تشيلى بعد أكثر من 25 عاماً من غيابه عنها. كتب بعد عودته كتاباً مستوحى من هذه الرحلة وهو امسيات تشيلى الذي ظهر في عام 2000، وبعد مرور عام نشر عاهرات قاتلات، ثاني كتاب قصصى له.
في عام 2001 نشر الكاتب الإسباني خابيير ثيركاس روايته جنود من سلامينا، التي يظهر بولانيو كأحد شخصياتها، اما في عام 2003 كرّمه المكسيكى خورخ فولبى في كتابه نهاية الجنون.
في منتصف عام 2003، وقبل وفاته بأسابيع قليلة، أعلن الكاتب الارجنتينى رودريجو فريسان أثناء اجتماع لكتّأب أمريكا الاتينية روبرتو بولانيو قائدا له بلا منازع ولكتاب معاصرين آخرين مثل خورخ فولبى أو جامبوا.
توفى بولانيو يوم الثلاثاء في 15 من يوليو لعام 2003 في مستشفى فالى دى ابرون الجامعى بمدينة برشلونة، بعدما قضى عشرة أيام في غيبوبة بسبب فشل كبدى منتظرا متبرعاً لإجراء عملية زرع كبد. كان ابنه لاوتارو يبلغ من العمر آنذاك ثلاثة عشر عاما وابنته الكسندرا كانت لا تزال في الثانية. فترك كل حقوق أعماله المكتوبة لزوجته وأبنائه.
آخر مقابلة له حملت عنوان كتابه نجم بعيد واجرتها الصحفية مونيكا ماريستاين من مجلة بلاى بوى المكسيكية. ترك بولانيو عدة أعمال غير منتهية وآخرين شبه منتهين، مثل كتابه القصصى الثالث الغاوتشو المزعج وروايته المتميزة 2666، التي تركها دون نشر وقسمها إلى خمسة أجزاء منفصلة ليؤمن مصدر رزق لزوجته وأولاده، بالرغم من ذلك وافقوا هم على نشرها كوحدة واحدة كما كانت في الاصل. في هذه الرواية الأخيرة ابدى بولانيو قدرة خيالية عالية، فهذه المرة تدولا الاحداث حول شخصية بينو فون ارتشيمبولدى الذي يمثل شخصية الكاتب المختفى في وسط مدينة خواريز المكسيكية، وهناك تدور احداث مرعبة نتيجة لتعدد انتحار النساء بسبب الاضطهاد.

### تكريمه بعد وفاته
في 23 أكتوبر من نفس السنة، خلال معرض الكتاب المُقام في سانتياغو دى تشيلى، القى الكاتب الإسباني خورخ هيرالدى، المحرر بدار نشر اناجراما وصديق لبولانيو، خطاباً طويلا تكريماً له.
في 2004، أي بعد وفاته بعام، حصل بولانيو على جائزة سالامبو عن 2666 كأفضل رواية مكتوبة بالإسبانية. اعربت لجنة التحكيم عن المستوى رفيع والتنوع الذي يميز الخمسة مشتركين النهائيين، فقد كانوا جميعاً «كُتب رفيعة، ذات قيمة وجديرة بالتقدير»، لكنها اعتبرت 2666 «خلاصة عمل ذو قيمة كبيرة ممثلاً أفضل الأعمال الروائية لروبرتو بولانيو (...) فيعد مخاطرة عظيمة يصل باللغة الادبية للكاتب إلى أقصى درجات الإبداع».
بعد وفاته، انتشرت أعمال بولانيو في العالم المتحدث بالإسبانية وكذلك في فرنسا والولايات المتحدة الأمريكية، فكان ضمن قائمة أفضل 10 كتب في بعض المجلات الأكثر قيمة مثل النيويوركر، سلات وبوك فوروم.
عاشت زوجته وأولاده في بلانس حتى اواخر عام 2010. ابتعدت عائلته عن صناعة النشر، فتولت دار نشر اناجراما امور نشر كتاباته بعد وفاته ولكن تحت مراقبة صارمة من جانب زوجته كارولينا التي حتى ديسمبر 2010 لم تجرِ سوى أربعة لقاءات صحفية ذات اهداف محددة: لتكذيب خبر إدمان بولانيو للهروين، لتعرب عن رفضها ظهور ادولفو هيتلر على غلاف كتاب الادب النازى في الامريكتين وأيضاً لتكذيب خبر وجود عقود سينمائية متعلقة برواية المخبرون المتوحشون.
في 18 يونيو 2011، أطلق اسمه على أحد شوارع مدينة خيرونا الإسبانية، بكتالونيا، فحضر الاحتفال الكاتب المكسيكى خوان فيورو والشاعر برونو مونتاني والناقد الأدبى الكتالونى اجناسيو اتشيبريا، وخورخ هيرالدى محرر اناجراما كونهم جميعاً اصدقاء بولانيو. بينما لم تحضر زوجته وكذلك أبنائه لاوتارو والكسندرا الاحتفال لعداوتهم مع بعض الحاضرين.

## خصائص أعماله وتأثره بكتّاب اخرين
أحد أهم خصائص أعماله هو الدمج المستمر بين الحياة والأدب. فدائما ما تنعكس في أعماله افكار عن الكتابة، فن السرد وقيم القراءة. تميز معظم ابطاله اما بالفشل أو بالنجاح ويمثل العمل الأدبى كل شئ في حياتهم. في مناسبات مختلفة، اوضح انه بمجرد الانتهاء من تأليف كتاب كان يعمل على نسيانه على الفور، ذلك ليتجنب تكرار الحبكة والشخصيات في أعماله التالية.
ظهرت النازية ضمن موضوعات كتاباته الروائية، ويبدو ذلك في أعمال مثل الادب النازى في الامريكتين، نجم بعيد وريتش الثالث كذلك ظهرت في كتابات أخرى له ولكن في نطاق اضيق. فكان بولانيو عالماً بتاريخ ألمانيا النازى، واستطاع أن يستغل معرفته هذه في ابداعه الأدبى.
عُرف دائما بولانيو بكونه أحد معجبى أدب الارجنتينى خورخي لويس بورخيس. فكتب ثاني رواية نشرت له، الادب النازى في الامريكتين، تكريماً لهذا الكاتب. كذلك دائما ما كان يتم التأكيد على تأثره بخوليو كورتاثر، الأمر الذي لم ينكره بولانيو:

كان التشيلى نيكانور بارا هو الشاعر المفضل عنده، كذلك كان على معرفة كبيرة واهتمام بالشعر الفرنسي، الذي برز فيه آرثر رامبو. وفي الأدب الانجليزى كان جيمز الروى وفيليب ك. ديك وكومارك ماكارثى هم المفضلين لديه. في روايته 2666، تدور الاحداث في رقاع جغرافية مثل التي تدور فيها احداث أعمال مكارثى (على الحدود بين المكسيك والولايات المتحدة).
عمل بولانيو أيضاً كناقد قاسِ للعديد من الكتّأب المعاصرين. فأبدى جفاء تجاه المكسيكى أوكتافيو باث في شبابه وكان نقده حازماً للمكسيكية انخليس ماستريتا. كذلك انتقد بقسوة الأدب التشيلى المكتوب في التسعينيات الذي يتضمن إيزابيل أيندى، أنطونيو سكارميتا ومارسيلا سرانو. كما مدح أعمالا لكتاب مثل نيكانور بارا، والتشيلين انريكى لن، جونثالو روخاس، خورخ إدواردس و، أحياناً، خوسيه دونوسو، هذا إلى جانب كتّأب أرجنتينين مثل بيوي كساريس، سيلفينا اوكامبو، رودولفو ويلكوك، ريكاردو بيجليا، مانويل بويج وكوبى، بالإضافة إلى كورتاثر وبورخيس، المذكورين من قبل، والمكسيكين خوان رولفو، سرخيو بيتول، كارلوس مونسيفايس والإسبان خوان مارسيه والبارو بومبو. اكد بولانيو على تميُز كتّأب من الشباب مثل فرنلندو بييخو، سيزر أيرا، الآن باولز، رودريجو فريسان، رودريجو راى روسا، خوان فيورو، دانييل سادا، كارمن بويوسا، خورخ فولبى، انريكى فيلاماتاس، خابيير مارياس، بيدرو ليمبيل وروبرتو برودسكى.

## روبرتو بولانيو والادب الامريكى الاتينى الحديث
شكلت أعمال روبرتو بولانيو ملامح الكتابة الحديثة في أمريكا الاتينية. تلك الكتابة التي تتميز بالإيجاز غير المخل، الخفة، الدقة والقدرة الابداعية العالية. كذلك تميزت هذه الأعمال بالنهايات المفتوحة التي تتيح تدخل القارئ، مدافعين عن عدم وجود حقائق مطلقة.

## الايديولوجية السياسية
اعتبر بولانيو دائما ذو ايديولوجية يسارية، فانضم في شبابة إلى تيار التروتسكية في المكسيك، ثم انضم إلى الاناركية فيما بعد. فيقول بولانيو:
و فيما يتعلق بعاطفته الوطنية، رأى انه من الأفضل نسيان أمر الوطن واعتبر نفسه مكسيكى أو حتى إسباني أكثر من كونه تشيلى.

## أعماله
تضم أعمال بولانيو شعر، رواية، قصص قصيرة، مقالات، خطابات ادبية أغلبهم نُشروا في برشلونة، إسبانيا. نشر العديد من هذه الأعمال بعد وفاته. تم نشر جميع كتبه القصصية وأغلب الروايات في اناجراما، ما عدا الادب النازى في الامريكتين، التي نشرت في دار نشر سايكس بارال. نشرت أول طبعة لروايته الأولى، مزلجة الجليد، في دار نشر بلانيتا ونشرت رواية مهمشة في موندادورى.

### الشعر
- 1992 – حُطام الجامعة المجهولة
- 1995 - اخر المتوحشين
- 1993 – كلاب رومانسية
- 2000 – ثلاثة

أعمال شعرية نُشرت بعد وفاته
- 2007 – الجامعة المجهولة (أناجراما، برشلونة): تضم محتوى جميع أعماله الشعرية السابقة وروايته امبيريس التي قام بإعادة ترتيبها، بالإضافة إلى أعمال غير منشورة من قبل

### الرواية

- 1984 – طريق الأفيال (التي اعيد نشرها بعنوان السيد باين)
- 1993 - مزلجة الجليد
- 1996 – الادب النازى في الامريكتين
- 1996 – نجم بعيد
- 1998 – المخبرون المتوحشون
- 1999 – التعويذة
- 2000 – امسيات تشيلى
- 2002 – امبيريس
- 2002 – رواية مهمّشة

أعمال روائية نُشرت بعد وفاته
- 2005 – 2666
- 2010 – ريتش الثالث
- 2011 - اضطرابات الشرطى الحقيقى

### قصص قصيرة
- 1997 – مكالمات تليفونية
- 2001 – عاهرات قاتلات

قصص قصيرة نُشرت بعد وفاته
- 2003 – الغاوتشو المزعج
- 2007 – سر الشر

### مقالات، خطابات ومقابلات
- 2004 – بين قوسين، (أناجراما، برشلونة)
- 2011 – بولانيو وحده

### بالتعاون مع انطونيو جارثيا بورتا
- 1984 - نصائح تلميذ ماريسول لأحد مهوسى جويس
- يوميات حانة، قصة قصيرة

## الجوائز
عن نصائح تلميذ ماريسول لأحد مهوسى جويس
- جائزة المجال الأدبى

عن مكالمات تليفونية
- جائزة المجال الأدبى للرواية
- جائزة سانتياغو دى تشيلى المحلية

عن المخبرون المتوحشون
- جائزة هيرالدى للرواية
- جائزة رومولو جايجوس

عن الغاوتشو المزعج
- جائزة التاثور 2004

عن 2666
- جائزة مدينة برشلونة
- جائزة سالامبو 2004
- جائزة مؤسسة لارا لأفضل رواية مضافة إلى الصحافة المتخصصة
- جائزة التاثور 2005
- جائزة سانتياغو دى تشيلى المحلية
- جائزة نقاد الكتاب القومى 2008
- جائزة مجلة تايمز لأفضل رواية لعام 2008

## روابط خارجية
- روبرتو بولانيو على موقع IMDb (الإنجليزية)
- روبرتو بولانيو على موقع الموسوعة البريطانية (الإنجليزية)
- روبرتو بولانيو على موقع مونزينجر (الألمانية)
- روبرتو بولانيو على موقع ألو سيني (الفرنسية)
- روبرتو بولانيو على موقع أول موفي (الإنجليزية)
- روبرتو بولانيو على موقع قاعدة بيانات الفيلم (الإنجليزية)